# Maria Edgeworth
Maria Edgeworth (født 1. januar 1767 i Black Bourton, Oxfordshire, England, død 22 maj 1849 i Edgeworthstown, County Longford) var en irsk forfatterinde.
Maria Edgeworths far Richard Lovell Edgeworth, der også var forfatter, var gift fire gange og blev far til 21 børn. Sine første år tilbragte hun dels i Oxfordshire, dels i London. Allerede som barn kom hun under indflydelse af faderens ven Thomas Day, forfatter til den pædagogiske fortælling Sandford and Merton og blev stærkt interesseret i opdragelsesspørgsmål. I 1782 flyttede hun med sin familie til Irland, hvor hun levede resten af sit liv; allerede samme år begyndte hun at oversætte madame de Genlis' Adéle et Théodore, en samling breve om opdragelse. Sammen med faderen skrev hun The Parent's Assistant (1800) i 6 bind og Early Lessons (1801). Men foruden af sin virksomhed som forfatter af pædagogisk opbyggelseslitteratur var hun i høj grad optaget af de menneskers liv og færden, blandt hvilke hun levede, og som resultat af hendes iagttagelser her udkom (1800) anonymt Castle Rackrent, der sammen med The Absentee (udkommet 1812 i Tales of Fashionable Life, II Series), er hendes betydeligste indskud i litteraturen. Den irske bonde, der hidtil i engelsk litteratur væsentlig havde været et farcemotiv, er her opfattet med sympati og forståelse. Hun var veninde med Walter Scott, der gennem disse og hendes andre irske fortællinger efter eget sigende fik impulsen til Waverley-serien. En anden af hendes bøger bærer titlen Moral Tales, der godt kunde stå som fællestitlen for alt, hvad hun har skrevet, thi det er mere moralen, der dikterer historien, end omvendt. Maria Edgeworths værker udkom i 14 bind 1825. 1848 og 1856, i 10 bind 1870; adskillige af dem er oversatte på fremmede sprog, også på dansk.